# Maalbeek (metrostation)
Maalbeek (Frans: Maelbeek) is een station van de Brusselse metro, gelegen onder de Wetstraat in de Brusselse Europese wijk.

## Geschiedenis
Station Maalbeek werd geopend op 17 december 1969 als onderdeel van de premetrolijn tussen De Brouckère en Schuman. De ombouw tot een volwaardige metrolijn kwam er op 20 september 1976 met de opening van de eerste Brusselse metrolijn tussen De Brouckère en Tomberg / Beaulieu.
In 1999 onderging dit metrostation als eerste een grondige verbouwing. Als primeur werd een klein deel van de perrons van station Maalbeek iets verhoogd, om rolstoelgebruikers een betere toegang tot de treinen te verschaffen.
In 2013 werd op elk perron een lift gebouwd om er de toegankelijkheid voor personen met een beperking te verbeteren.
Bij de aanslagen in Brussel op 22 maart 2016 werd onder meer dit metrostation getroffen om 9.11 uur. Er deed zich een ontploffing voor in het tweede rijtuig van een metrostel van vier rijtuigen (M4-type) op het moment dat dit het station verliet richting Kunst-Wet. Het metrostel reed op lijn 5 met als eindbestemming Erasmus. Er vielen 20 doden en meerdere gewonden. Na deze terreuraanslag ging het station dicht tot 25 april 2016.

## Situering
Het metrostation Maalbeek beschikt over twee stationshallen met aansluitende uitgangen naar de Wetstraat en de Jozef II-straat. Het station is vernoemd naar de Maalbeek.

## Kunst
Bij de verbouwing in 1999 werden zowel op de perronwanden als in beide lokettenhallen witte tegels gestileerde portrettekeningen aangebracht. Het kunstwerk werd gemaakt door Benoît van Innis, in samenwerking met de architecten Henk De Smet en Paul Vermeulen. Op de perrons zijn in totaal acht portretten te zien, op de tussenverdieping zijn twee groepsportretten geschilderd.
Na de terreuraanslagen werd op 19 juli 2016 een kunstwerk van Benoît van Innis ter nagedachtenis van de slachtoffers onthuld.

## Afbeeldingen

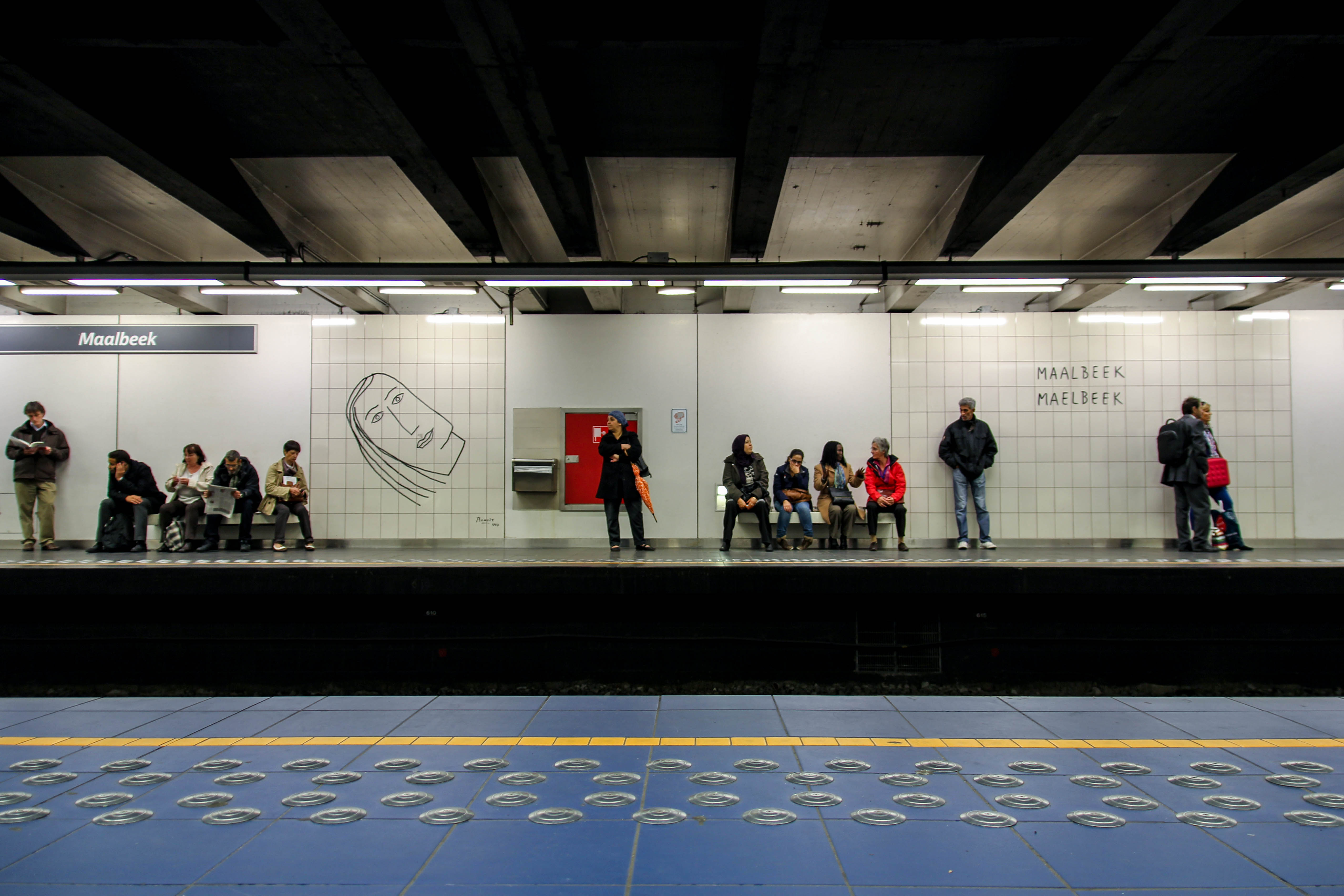
Kunsttegels op de wanden.
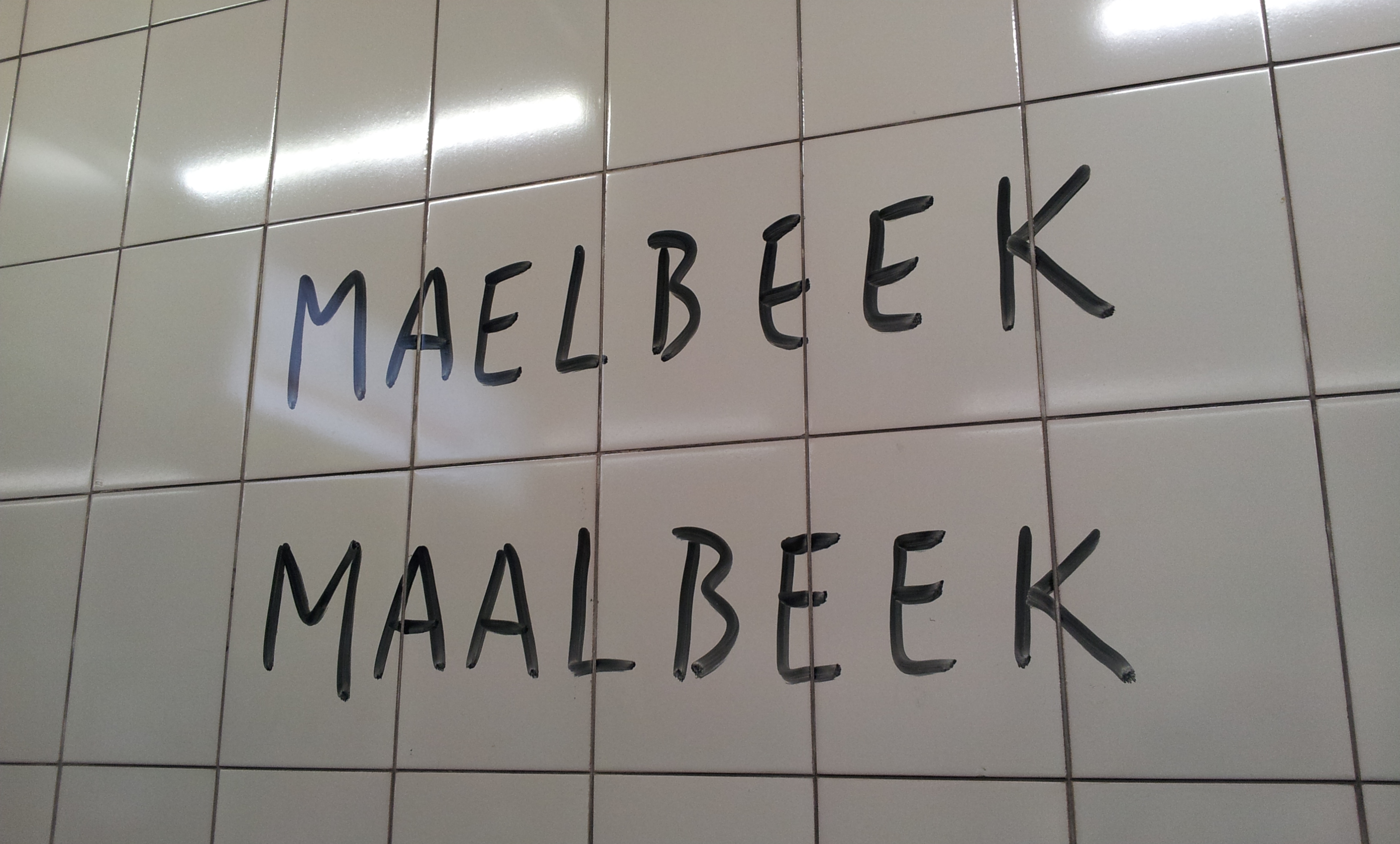
Stationsnaam als onderdeel van het kunstwerk.
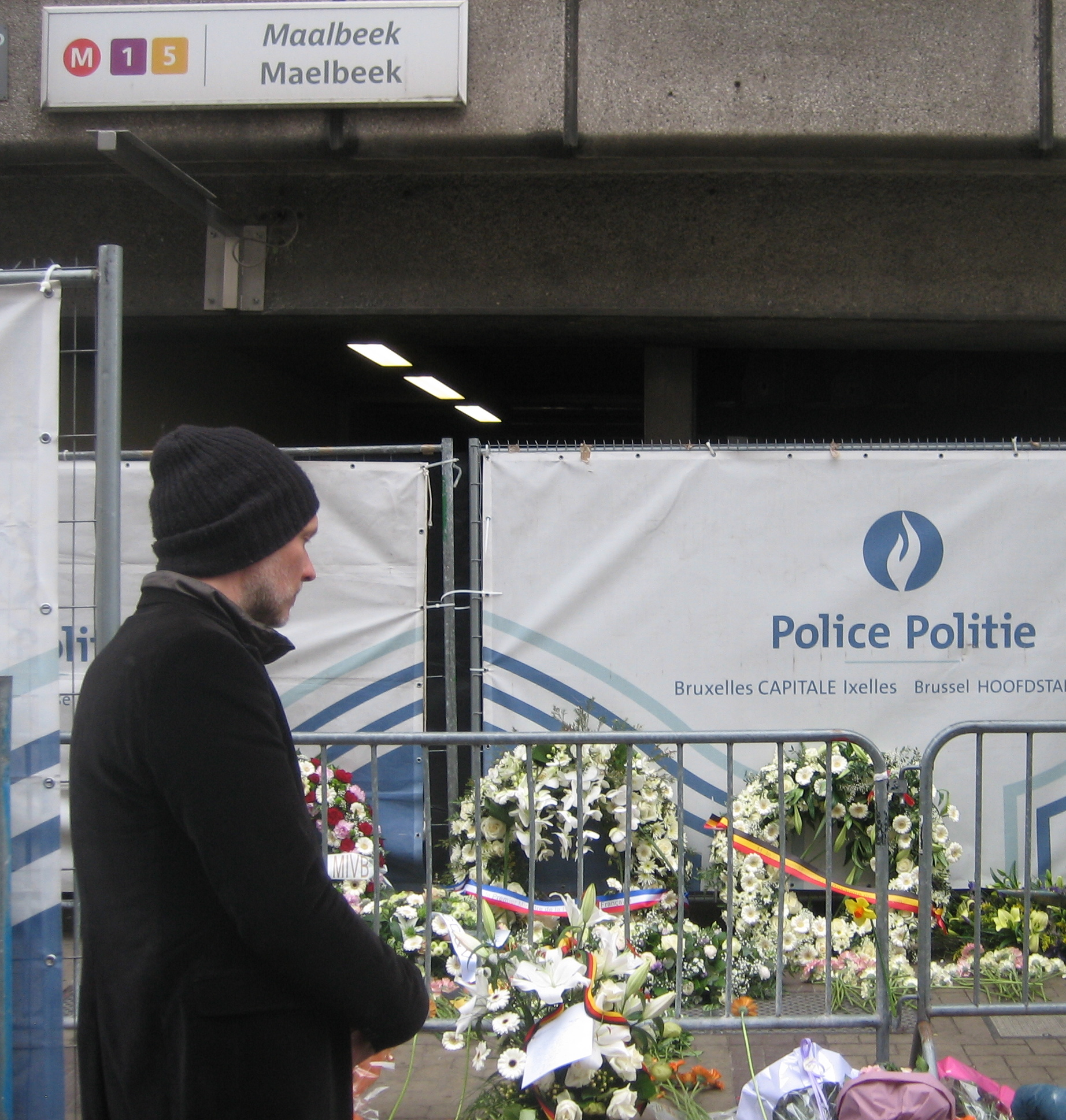
Gesloten stationsingang na de terreuraanslagen.
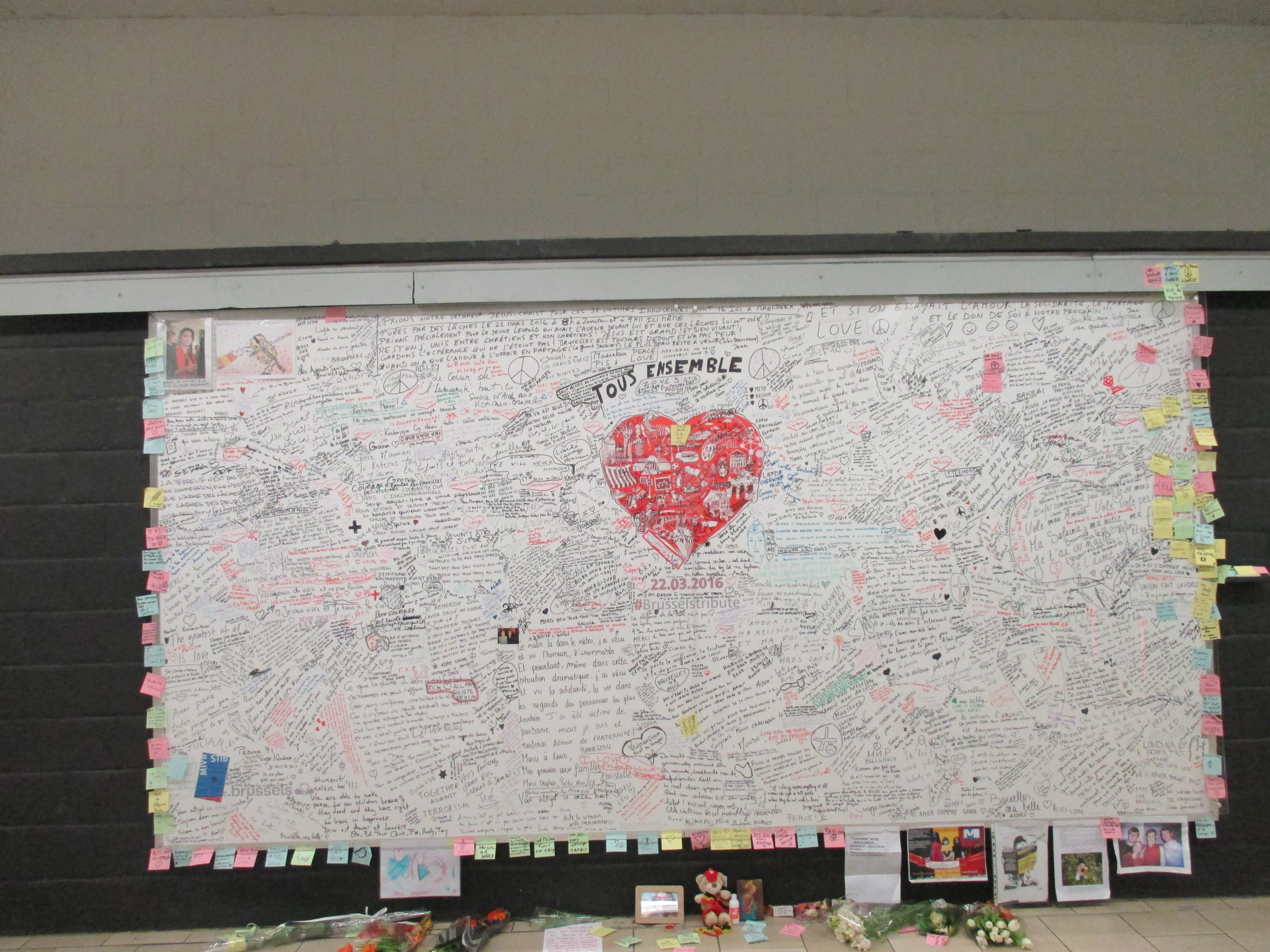
Herdenkingsmuur n.a.v. de terreuraanslagen.